# Jaera enigma
Jaera enigma é uma espécie de borboleta descrita por Felix Bryk em 1953. Jaera enigma faz parte do gênero Jaera e família lycaenidae.